# Jens E. Amundsen
Jens Edvard Amundsen, född 31 oktober 1846 i Halden, Østfold, död 19 maj 1918 i samma plats, var en norsk sjökapten.

## Biografi
Jens E. Amundsen föddes 1846 i ett stort hus på Skippergata i Sør-Halden. Liksom sin far, sina bröder och sin farbror blev han skeppare. Tillsammans med sina bröder genomförde han många farliga seglatser i avlägsna farvatten. De kämpade bl.a. mot sjörövare i Kinesiska sjön och seglade i Svarta havet under Krimkriget (1853-1856).
Han var kusin till den kände norske polarforskaren Roald Amundsen (1872-1928). 1881 köpte han gården Tomta, där Roald föddes och som sedan blev museum, av sin farbror Jens Amundsen, Roalds far.
Han var kapten på barken "Borghild" från Fredrikshald (nuvarande Halden) då den passerade vulkanen Krakatau mellan Sumatra och Java i Indonesien under utbrottet i augusti 1883. På väg hem till Norge anlöpte man Lissabon, där Amundsen träffade den svenske arkeologen och etnografen Hjalmar Stolpe (1841-1905) och överlämnade gåvor, bl.a. aska från vulkanen samt föremål från Nya Hebriderna (Vanuatu) och Salomonöarna. Stolpe hade i december samma år påbörjat sin världsomsegling med fregatten Vanadis och när han i maj 1885 återvände till Sverige hade han föremålen med sig och de finns idag bland samlingarna på Etnografiska museet i Stockholm.

## Familj
Jens E. Amundsen var son till Johannes Amundsen (1813-1895) och Elise Cathrine Andersen (1816-1876). Han hade två systrar och fyra bröder. Han var gift med Olga Mathilde Kirstine Kamilla Amundsen (1854-1912) och de fick tillsammans barnen Charles Othilius (1878-1949), Elise Johanna (1881-1895), Karl Olaves Andreas (1886-1934) och Jens (1889-1918).